# Michael Apostolios
Michael Apostolios (auch Apostoles, Apostolis, griechisch Μιχαήλ oder Μιχαῆλος Ἀποστόλης oder Ἀποστόλιος; * um 1422 in Konstantinopel; † 18. Juli 1478 auf Kreta) war ein byzantinischer Schriftsteller, Parömiograph, Kopist und Lehrer.
Über die Jugend Michaels gibt es kaum Nachrichten. Bei der Eroberung Konstantinopels durch die Osmanen 1453 wurde er gefangen genommen und verschleppt. Nach etwa einjähriger Gefangenschaft kam er frei und nahm den Weg nach Kreta, das sich unter venezianischer Herrschaft befand. Bald darauf reiste er nach Italien, wo er den einflussreichen griechischen Kardinal Bessarion kennenlernte. In dessen Auftrag sollte er im kretischen Candia als Kopist und Handschriftensammler, ab 1466 auch als Griechischlehrer tätig sein. Nach dem Tod seines Mentors 1472 unternahm er vergeblich den Versuch, sich in Italien als Lehrer zu etablieren, und starb auf Kreta nach langer Krankheit am 18. Juli 1478.
Sein Hauptwerk ist eine Sammlung griechischer Sprichwörter (Συναγωγὴ παροιμιῶν Synagogi parimion). Außerdem sind von ihm 124 Briefe, mehrere Reden und Epigramme überliefert.

## Textausgaben
- Hippolyte Noiret: Lettres inédites de Michel Apostolis publiés d’après les manuscrits du Vatican avec des opuscules inédits du même auteur (= Bibliothèque des Écoles Françaises d’Athènes et de Rome. Band 54). Thorin, Paris 1892 (online)

- Rudolf Stefec: Michael Apostoles, Rede an den Schwiegervater: Überlieferung und Edition. In: Römische Historische Mitteilungen 51 (2009), S. 131–156